# Wystawa Światowa w Nowym Jorku w 1939 roku
Wystawa Światowa w Nowym Jorku w 1939 roku (nazywana The World of Tomorrow, czyli Świat Jutra) – jedna z największych wystaw światowych. Przedstawiała najnowsze wynalazki z całego świata i ich praktyczne wykorzystanie takie jak telewizja, fotografia barwna, kolej dużych prędkości (wyeksponowano włoski pociąg elektryczny ETR 200, który jeździł po Italii 203 km/h i amerykańską lokomotywę spalinową E4, która jeździła po Stanach Zjednoczonych 186 km/h). Zaprezentowano także sztukę nowoczesną w postaci pawilonu „Sen Wenus” autorstwa hiszpańskiego surrealisty Salvadora Dalego. Została otwarta przez prezydenta USA Franklina Roosevelta oraz Alberta Einsteina 30 kwietnia 1939 roku w 150. rocznicę złożenia przysięgi przez pierwszego prezydenta Stanów Zjednoczonych – Jerzego Waszyngtona.

## Przebieg

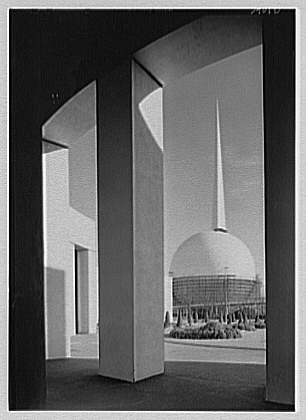
Widok jednego z pawilonów wystawy

30 kwietnia 1939 roku prezydent Roosevelt otworzył w Nowym Jorku wystawę światową, zwaną również „Światem Jutra” (The World of Tomorrow). W wygłoszonym przez siebie przemówieniu, transmitowanym przez telewizję, mówił o przyszłości wolnej od wojen oraz pracy dla dobra ludzkości. Polski pawilon został otwarty kilka dni później, w rocznicę proklamowania Konstytucji 3 maja, w obecności ówczesnego ambasadora Polski w Waszyngtonie hrabiego Jerzego Potockiego, któremu towarzyszył komisarz polskiej ekspozycji baron Stefan Kyburg de Ropp.
Wystawę w ciągu jej trwania zwiedziły ponad 44 miliony ludzi.

## Pawilon Polski

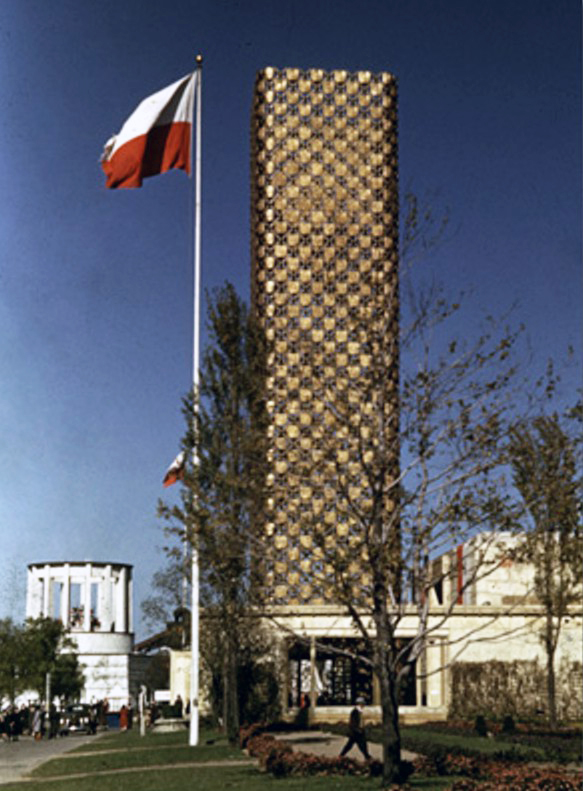
Polski pawilon na nowojorskiej Wystawie Światowej 1939

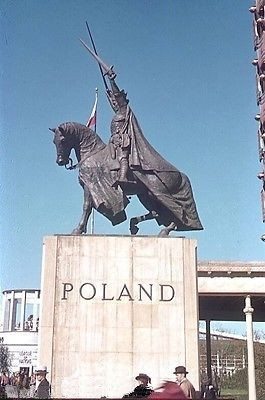
Pomnik Władysława Jagiełły

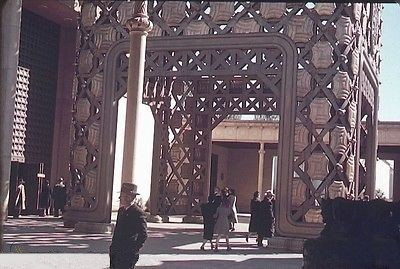
Wieża polskiego pawilonu

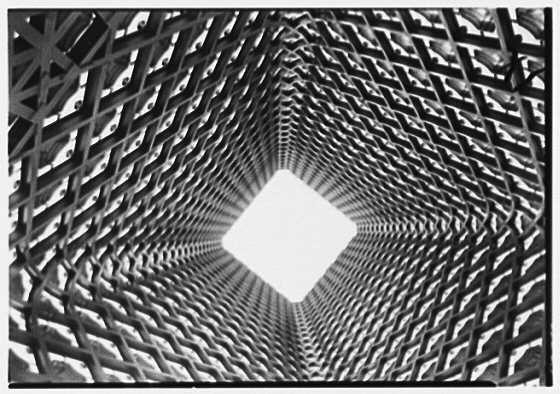
W środku wieży polskiego pawilonu

Wśród państw uczestniczących w wystawie znalazła się również Polska. Polski pawilon został otwarty trzy dni po otwarciu samej wystawy, w 148. rocznicę proklamowania Konstytucji 3 maja. Władze Rzeczypospolitej Polskiej reprezentował ambasador Polski w Waszyngtonie – hrabia Jerzy Potocki. Towarzyszyli mu: komisarz ekspozycji baron Stefan de Ropp i konsul generalny RP w Nowym Jorku – hrabia Sylwester Gruszka. Z recitalem wystąpił Jan Kiepura, wystawiono Harnasie Karola Szymanowskiego oraz Bajkę Stanisława Moniuszki. Odbył się wernisaż cyklu historycznego 7 obrazów namalowanych wspólnie przez 11 członków Bractwa św. Łukasza oraz odsłonięto pomnik Władysława Jagiełły autorstwa Stanisława Kazimierza Ostrowskiego. Wedle bogato ilustrowanego katalogu, w wielu działach obszernie prezentowano przeszłość i teraźniejszość Polski. W poszczególne tematy wprowadzali: Jan Parandowski (kultura), Roman Dyboski (Polska wczoraj i dziś), Jerzy Ponikowski (geopolityczna sytuacja Polski), Stanisław Malessa (ekonomia Polski dzisiaj i jutro), a także Michał Walicki i Stanisław Treter (sztuka), Karol Stromenger (muzyka), Stanisław Centkiewicz (teatr).